# Симоне, Энрике
Энрике Симоне Ломбардо (исп. Enrique Simonet Lombardo; 2 февраля 1866, Валенсия — 20 апреля 1927, Мадрид) — испанский художник.
Самой известной его картиной является «Анатомия сердца» (др. назв. «У неё было сердце», «Вскрытие», 1890).
Энрике Симоне Ломбардо родился в Валенсии в 1866 году. Обучался в Королевской академии изящных искусств Святого Карла в Валенсии. Он также посещал мастерскую Бернардо Феррандиса Баденеса.
В 1887 году получил грант на обучение художеству в Академии изящных искусств в Риме, где в 1890 году он написал «Анатомию сердца».
Путешествовал по всей Италии, несколько раз посещал Париж и в 1890 году совершил тур по Средиземному морю.
В 1893—1894 годы военный корреспондент в Марокко.
Лауреат нескольких международных наград, включая полученные на выставках в Мадриде (1892), Чикаго (1893), Барселоне (1896) и Париже (1900).
С 1901 года — профессор Королевской академии изящных искусств Сант-Жорди в Барселоне.
С 1911 года — член Королевской академии изящных искусств Сан-Фернандо в Мадриде.
Симоне умер в 1927 году. Его картины хранятся в Национальном музее Прадо и Музее в Малаге.